# Arad (Tunisie)
L'Arad est une région historique de Tunisie située à l'Est du pays, entre le Sahel tunisien (au nord), le Nefzaoua (à l'ouest), le djebel Dahar (au sud) et la Djeffara (au sud-est). Une partie de la région se situe au nord du djebel Demmer, région historique des Aït Demmer. Géologiquement, il s'agit d'une vaste plaine.
Historiquement, parmi la population de l'Arad et de la région Sud de Gabès, on retrouve :
- Des Berbères sédentaires dans les oasis, sauf à Mareth ;
- Des Arabes Hamerna et Ouled Debbab occupant les terres de parcours des environs de Mareth et d'Arram ;
- Des Arabes Beni Zid campant autour d'El Hamma.

Dans l'histoire récente de la Tunisie, la province de l'Arad, très vaste, a fourni des milliers de migrants aux grands centres urbains du pays.
Gabès est considérée comme la reine des plaines de l'Arad.

## Histoire

### Antiquité
Le peuple antique berbère qui habitait la région de l'Arad était appelé Cinithiens (Cinithii). Ces derniers s'allient aux Musulames, au chef maure Mazippa et au chef berbère Tacfarinas, ancien soldat auxiliaire numide, lorsqu'il se révolte et déclenche la guerre contre les Romains.

### Époque contemporaine
Parmi les gouverneurs historiques figurent Si Haïder, le général Sélim qui devient gouverneur de Tunis en octobre 1865, le général Allégro et le cheikh Ruhouma ben Lehibe.
Après l'expédition de 1866 dans l'Arad, dont le résultat est décevant, des troupes y stationnent en 1867 pour recouvrer les impôts des tribus qui, selon le gouverneur de l'Arad, ne payaient que quand « descend chez eux la contrainte ».

## Agriculture
Dans la région de l'Arad, la culture des dattes de la variété deglet nour n'est pas permise par les conditions climatiques défavorables, le palmier y est donc beaucoup plus discret et les palmeraies n'y sont pas aussi riches que celles du Jérid.
Les laines en Tunisie sont communes dans toute la région de l'Arad, aussi bien que dans la région du Nord et les Hauts-Plateaux, moyennes à Sousse et Sfax, croisées fines à Gabès, Gafsa. Lucien Sacy avance que, dans cette contrée, la viande des moutons à laine fine est sensiblement meilleure que celle des moutons grossiers du Nord.

## Faune
Parmi la faune, on y trouve le Pamphagus meridionalis, un genre d'orthoptère.